# ATXN7L2
La ataxina 7-like 2 es una proteína en humanos que está codificada por el gen ATXN7L2. 